# Enarmonia
Genre
Enarmonia est un genre d'insectes de l'ordre des lépidoptères (papillons), de la famille des Tortricidae, de la sous-famille des Olethreutinae, de la tribu des Enarmoniini.

## Seule espèce européenne
- Enarmonia formosana (Scopoli, 1763)